# 堀栄造
堀 栄造（ほり えいぞう、1956年 - ）は、日本の哲学者。専攻は、現象学の研究。元大分工業高等専門学校教授(1990-2020)。

## 著書
- 『フッサールの現象学的還元』（単著） 晃洋書房 2003年
- 『フッサールの脱現実化的現実化』（単著） 晃洋書房 2006年
- 『フッサールの後期還元思想』　(単著)　晃洋書房　2017年
- 『フッサールの実存的現象学』　(単著)　晃洋書房　2022年

## 共編著
- 『哲学・倫理学概論』 松島隆裕　編　学術図書出版社　2001年

## 訳書
- 『生きられる哲学』（単訳）法政大学出版局　1997年